# Нойхаузен (Рудные горы)
Нойхаузен (нем. Neuhausen/Erzgeb) — община в Германии, в земле Саксония. Подчиняется административному округу Кемниц. Входит в состав района Средняя Саксония. Население составляет 3003 человека (на 31 декабря 2010 года). Занимает площадь 48,03 км².